# Information and Privacy Commissioner of Ontario
Der Information and Privacy Commissioner of Ontario (IPC; französisch Commissaire à l'information et à la Protection de la vie privée de l'Ontario) ist der Informationsfreiheits- und Datenschutzbeauftragte der kanadischen Provinz Ontario. Er wurde durch den Freedom of Information and Protection of Privacy Act (FIPPA) Ontarios, das am 1. Januar 1988 in Kraft trat, von der Legislativversammlung von Ontario ernannt. Derzeit bekleidet dieses Amt Patricia Kosseim.

## Mandat
Der Information and Privacy Commissioner of Ontario wird von der Legislativversammlung von Ontario ernannt und ist ihr unterstellt. Von der jeweiligen Regierung ist er unabhängig. Die mit diesem Amt verbundene Aufgabe besteht darin, die Informationsfreiheit und den Schutz der Privatsphäre in Ontario aufrechtzuerhalten und zu fördern. Außerdem ist der Commissioner für den Municipal Freedom of Information and Protection of Privacy Act (MFIPPA) und den Personal Health Information Protection Act (PHIPA) verantwortlich.
Zusammen legen die drei genannten Acts Regeln darüber fest, wie die betroffenen Institutionen personenbezogene Daten sammeln, verwenden, verwalten und offenlegen dürfen. Sie legen außerdem ein Auskunftsrecht fest, das es Einzelpersonen ermöglicht, ihre eigenen personenbezogenen Daten anzufordern und diese bei Bedarf korrigieren zu lassen.
Der Begriff „Informationsfreiheit“ bezieht sich auf den öffentlichen Zugang zu allgemeinen Aufzeichnungen über die Aktivitäten der Regierung. Dies reicht von Verwaltung und Betrieb bis hin zu Gesetzgebung und Politik. Es ist ein wichtiger Aspekt einer verantwortungsvollen Regierung. Datenschutz ist die andere Seite dieser Gleichung und bezieht sich auf den Schutz personenbezogener Daten im Besitz der Regierung.
Gemäß den genannten drei Gesetzen und dem gesetzlichen Auftrag ist das IPC verantwortlich für:
- Beilegung von Einsprüchen und Beschwerden bezüglich des Zugangs zu Informationen, wenn Regierungs- oder Gesundheitsdienstleister und -organisationen sich weigern, Anträgen auf Zugang oder Berichtigung stattzugeben;
- Untersuchung von Datenschutzbeschwerden in Bezug auf personenbezogene Daten, die von Behörden oder Ärzten und Organisationen im Gesundheitswesen gespeichert werden;
- Sicherstellen, dass die Regierungsorganisationen und die Gesundheitsinformationsverwaltung die Bestimmungen der Gesetze einhalten;
- Aufklärung der Öffentlichkeit über die Zugangs- und Datenschutzgesetze Ontarios und
- Durchführung von Untersuchungen zu Zugangs- und Datenschutzfragen sowie Erteilung von Ratschlägen und Kommentaren zu vorgeschlagenen Regierungsgesetzen und -programmen.

## Geschichte
Nach der Verabschiedung des Freedom of Information and Protection of Privacy Act (FIPPA) wurde das Amt des Information and Privacy Commissioner of Ontario mit drei Mitarbeitern unter dem ersten Kommissar, Sidney B. Linden, eingerichtet.
Das FIPPA gilt für alle Provinzministerien und die meisten Provinzbehörden, Gremien und Kommissionen sowie für Universitäten und Hochschulen für angewandte Kunst und Technologie. Krankenhäuser wurden im Januar 2012 unter das FIPPA gestellt, um mehr Transparenz und Rechenschaftspflicht gewährleisten zu können. Wie andere unter FIPPA fallende Institutionen müssen Krankenhäuser dem IPC einen jährlichen Bericht vorlegen.
Das Municipal Freedom of Information and Protection of Privacy Act (MFIPPA) erweiterte die Zahl der öffentlichen Einrichtungen, die unter die Informationsfreiheits- und Datenschutzgesetze Ontarios fallen. Es umfasst lokale Regierungsorganisationen wie Kommunen, Polizei, Bibliothek, Gesundheits- und Schulbehörden sowie Verkehrskommissionen.
Nach Jahren der Befürwortung wurde 2004 das Personal Health Information Protection Act (PHIPA) erlassen. Dieses Gesundheitsgesetz galt für alle Einzelpersonen und Organisationen, die an der Erbringung von Gesundheitsdiensten beteiligt sind – sowohl im öffentlichen als auch im privaten Sektor –, um den Schutz persönlicher Gesundheitsinformationen von Patienten zu gewährleisten. In den ersten sieben Jahren nach seinem Inkrafttreten erließ das IPC 11 Gesundheitsverordnungen.
In Übereinstimmung mit den Gesetzen hat der Information and Privacy Commissioner of Ontario einige Entscheidungsbefugnisse an Mitarbeiter delegiert. Daher können der Assistant Commissioner (Privacy), der Assistant Commissioner (Access) und andere benannte Mitarbeiter Anordnungen erteilen, Einsprüche klären und Datenschutzbeschwerden untersuchen.

## Liste der Commissioners
| Name             | Amtszeit  |
| ---------------- | --------- |
| Sidney B. Linden | 1988–1991 |
| Tom Wright       | 1991–1997 |
| Ann Cavoukian    | 1997–2014 |
| Brian Beamish    | 2014–2020 |
| Patricia Kosseim | 2020–     |